# Pompeo Pedemonte

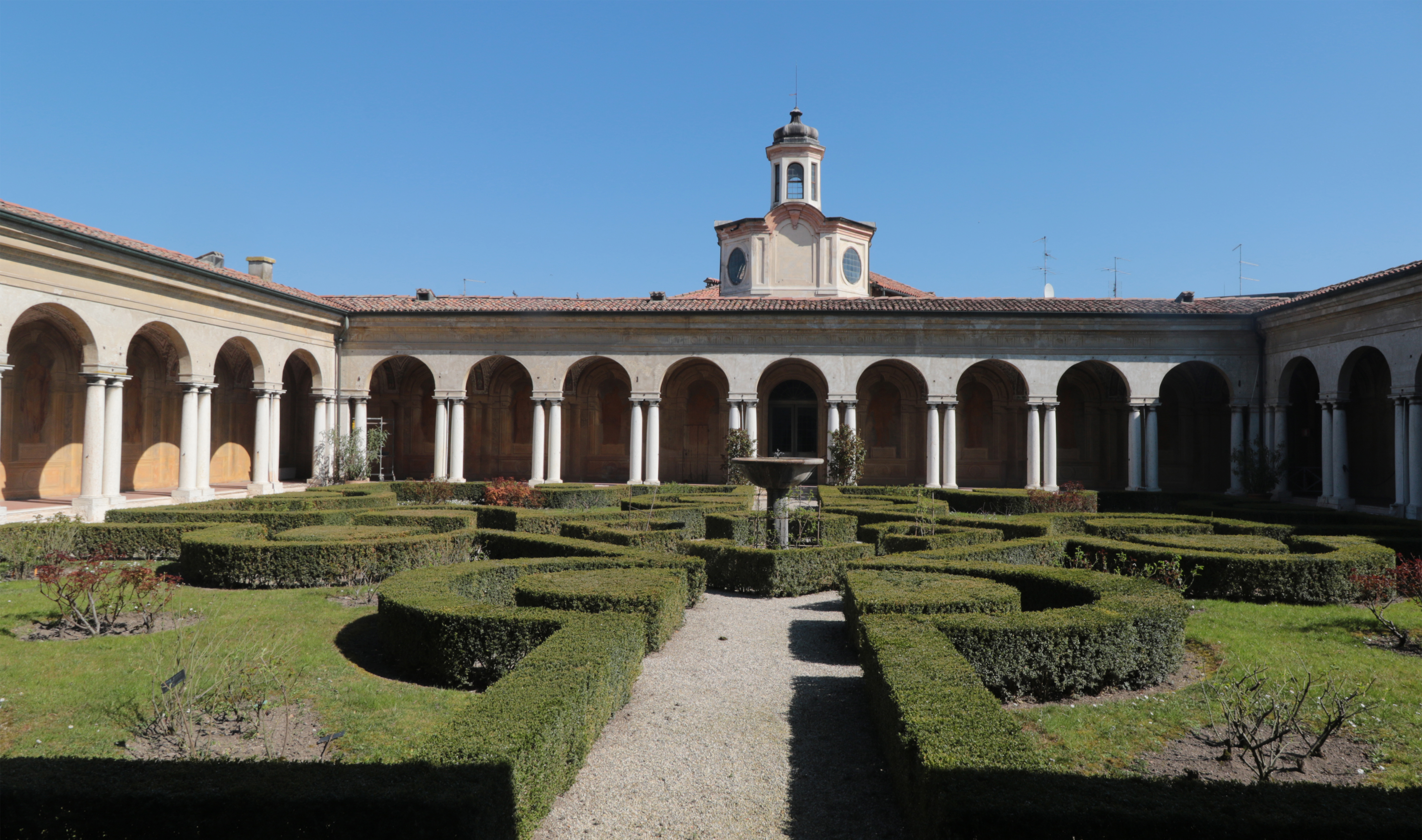
Palazzo Ducale (Mantova), Giardino pensile, realizzato da Pompeo Pedemonte

Pompeo Pedemonte (1515 – Mantova, 1592) è stato un architetto italiano.

## Biografia
Architetto mantovano, dal 1585 al 1587 ricoprì l'incarico avuto dal duca di Mantova Guglielmo Gonzaga di "Prefetto delle fabbriche gonzaghesche".
Nel 1575 portò a termine il Duomo di Guastalla, voluto da Cesare I Gonzaga su progetto di Francesco Capriani e nel 1579 realizzò il Giardino Pensile del Palazzo Ducale di Mantova.